# Laura Ricciardi
Laura Ricciardi (21 mei 1970) is een Amerikaans documentairemaker en Emmy-winnares. Ricciardi verwierf wereldwijd bekendheid met de documentaire-serie Making a Murderer, die ze samen met haar partner Moira Demos produceerde.

## Carrière
Ricciardi heeft een Juris Doctor behaald aan de New York Law School en een Master in schone kunsten aan de Columbia University School of the Arts. Voordat Ricciardi in de filmindustrie aan de slag ging was ze advocaat.

## Filmcarrière
Ricciardi en haar partner Moira Demos leerden elkaar kennen op de Columbia University in 2005. In de New York Times lazen ze een artikel over Steven Avery, een veroordeelde man uit Wisconsin die dankzij DNA-bewijs vrij kwam na jarenlang onschuldig vast te hebben gezeten, enkel om twee jaar later opgepakt te worden voor de moord op fotografe Teresa Halbach. Het tweetal zag hierin potentie voor een documentaire en zocht contact met Avery. Ricciardi en Demos probeerden de documentaire te verkopen aan zenders als HBO en PBS, meer geen zender was geïnteresseerd. In 2015 werd de serie uitgezonden op Netflix.
Ricciardi ontving, samen met Demos, drie Emmy awards voor Making a Murderer; 'Outstanding Documentary or Nonfiction Series', 'Outstanding Directing For Nonfiction Programming', en 'Outstanding Writing for Nonfiction Programming'.
In 2018 kwam een tweede seizoen van Making a Murderer uit. Ook dit seizoen was geproduceerd door Ricciardi en Demos. De focus in dit seizoen lag op Avery's hoger beroep met een hoofdrol voor zijn advocaat Kathleen Zellner.

## Aanklacht
In 2018 werden Ricciardi en Demos, via hun productiebedrijf Chrome Media, en Netflix aangeklaagd door agent Andrew Colborn vanwege zijn vertolking in Making a Murderer. Colborn vindt dat de serie Avery probeert weg te zetten als een goed persoon en onschuldig van de moord op Halbach. Ook vindt Colborn dat de serie hem en zijn collega James Lenk verdacht probeert te maken van het vervalsen van bewijs tegen Avery. Colborn beweert dat hij en Lenk sinds het verschijnen van Making a Murderer wereldwijd belachelijk worden gemaakt en worden veracht en geminacht. Colborn zegt bewijs in handen te hebben dat Ricciardi en Demos opzettelijk beelden van de rechtszaak waarin Colborn en Lenk getuigden door elkaar hebben gehaald waardoor de documentaire niet langer een waarheidsgetrouwe representatie is van de zaak. In april 2020 oordeelde de rechter dat er een hoorzitting moest komen om het bewijs nader te beschouwen.